# Hedysarum sericatum
Hedysarum sericatum är en ärtväxtart som beskrevs av Siro Kitamura. Hedysarum sericatum ingår i släktet buskväpplingar, och familjen ärtväxter. Inga underarter finns listade i Catalogue of Life.